# Badyáník

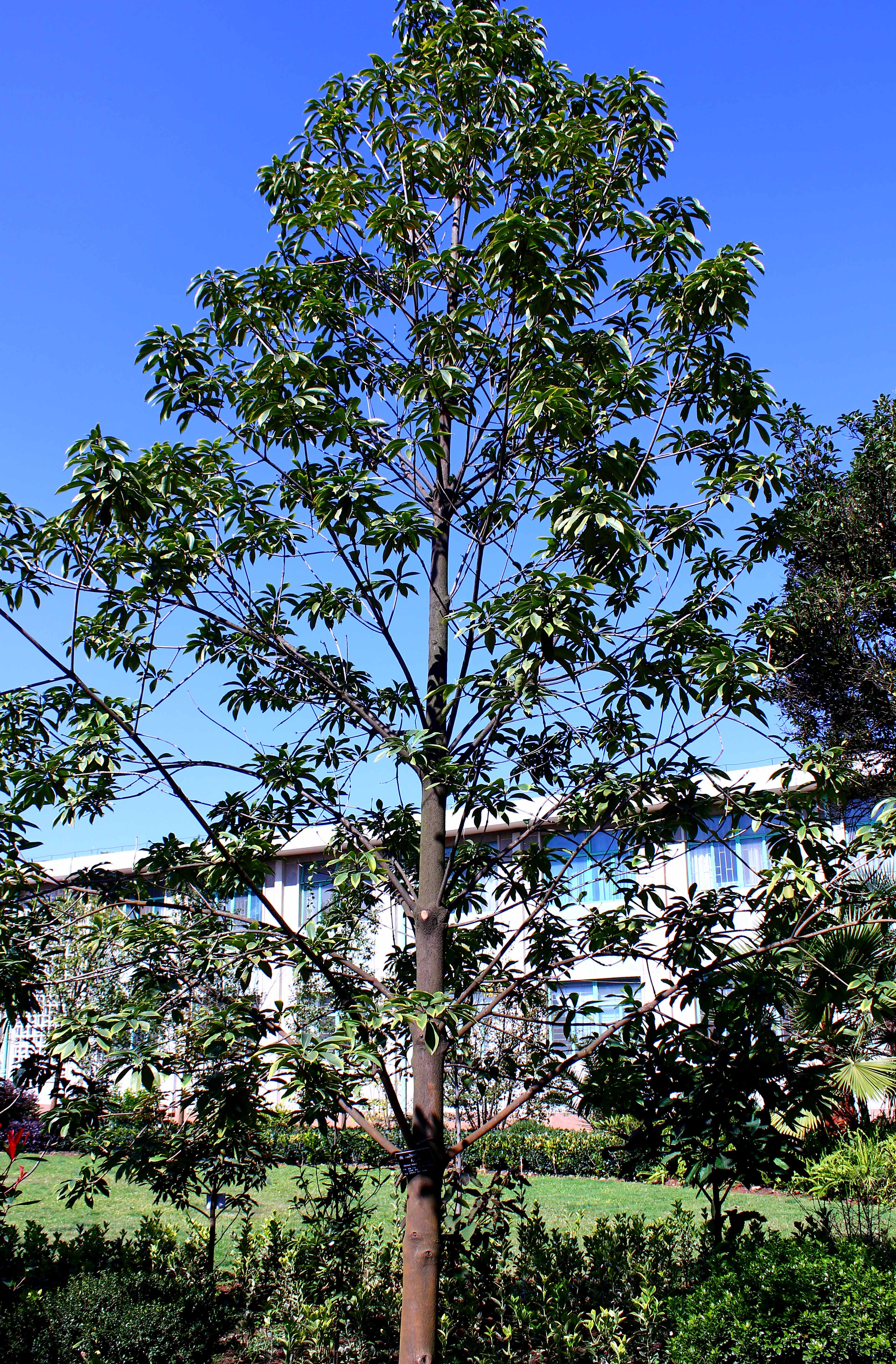
Mladý strom badyáníku Illicium majus

Badyáník (Illicium) je rod nižších dvouděložných rostlin z čeledi klanopraškovité (Schisandraceae). Jsou to keře a stromy s jednoduchými listy nahloučenými na koncích větévek a s pravidelnými květy s archaickou stavbou. Plodem je souplodí měchýřků. Rod zahrnuje asi 40 druhů a je rozšířen v tropické a subtropické Asii a Americe. Badyáník pravý je zdrojem koření badyánu a tzv. anýzového oleje. Některé druhy badyáníku jsou využívány v medicíně nebo jako okrasné rostliny.

## Popis
Badyáníky jsou stálezelené keře až středně velké stromy s jednoduchými vstřícnými listy. Průměr kmene ve výčetní výšce (1,3 m) zřídka přesahuje 10 cm. Mladé větévky a výhony jsou většinou zcela lysé, pouze výjimečně nezřetelně pýřité jednoduchými chlupy. Ve větvích jsou unilakulární nody se 3 listovými stopami. Rostliny jsou aromatické, v pletivech jsou přítomny specializované buňky (idioblasty) obsahující éterické oleje. Listy jsou střídavé, řapíkaté, bez palistů, obvykle nahloučené na koncích větévek, někdy jsou téměř vstřícné nebo vyhlížejí jako přeslenité. Na okraji jsou celokrajné a slabě podvinuté. Čepel listů je tečkovaná průsvitnými žlázkami. Žilnatina je zpeřená.
Květy jsou pravidelné, oboupohlavné, úžlabní nebo vyrůstají téměř na konci větévek, výjimečně na starších větvích či kmenech (kauliflorie). Nejčastěji mají průměr 1 až 1,5 cm, obvykle jsou jednotlivé, řidčeji ve svazečcích po 2 až 5. Květní orgány nasedají na vypouklé až krátce kuželovité lůžko (receptákulum). Okvětí je nerozlišené na kalich a korunu, složené ze 7 až 33 nebo i více volných a tenkých nebo poněkud dužnatých okvětních lístků uspořádaných ve spirále. Vnější okvětní lístky jsou někdy drobnější nebo připomínající kalich. Květy jsou nejčastěji červené, růžové nebo žluté, řidčeji bílé. Tyčinek je mnoho, jsou volné a uspořádané ve spirále. Nitky tyčinek jsou krátké a tlusté, málo odlišené od prašníků. Prašníky pukají podélnou štěrbinou. Pylová zrna jsou trikolpátní, avšak odlišného charakteru než u pravých dvouděložných (Eudicots). Na bázi tyčinek se tvoří nektar. Gyneceum je nejčastěji složeno ze 7 až 15 volných plodolistů, uspořádaných v kruhu. Plodolisty se zprvu vyvíjejí jako konduplikátní, později jsou částečně srostlé. Každý pestík obsahuje jedinou komůrku s jedním vajíčkem. Blizna je suchá, sbíhavá, s krátkou tlustou čnělkou. Plodem je souplodí měchýřků (tzv. follicetum). Měchýřky za zralosti pukají břišním švem a vystřelují semena. Semena jsou eliptická až vejcovitá, zploštělá, hladká a lesklá. Obsahují hojný olejnatý endosperm a drobné embryo.

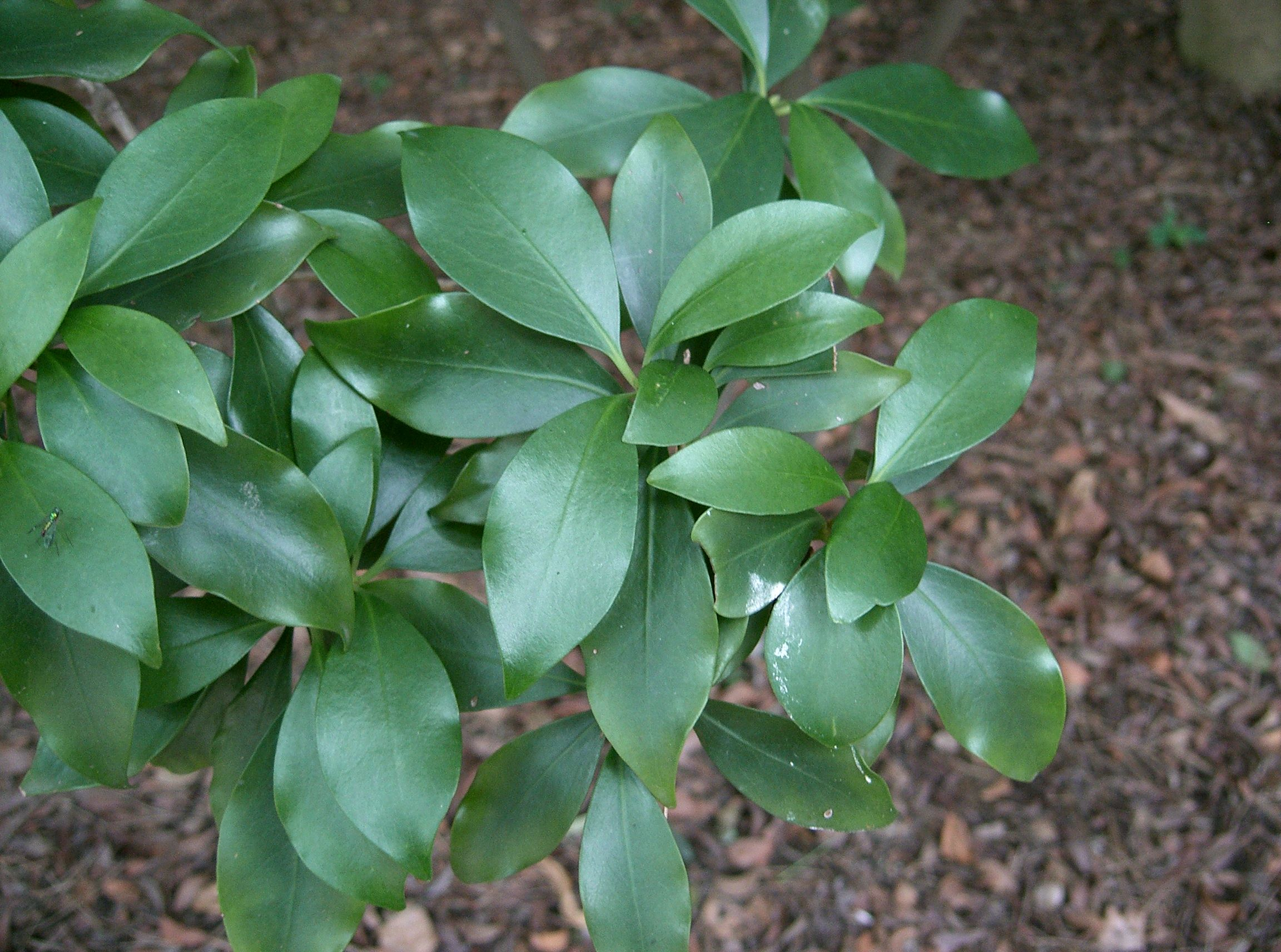
Listy badyáníku Illicium anisatum
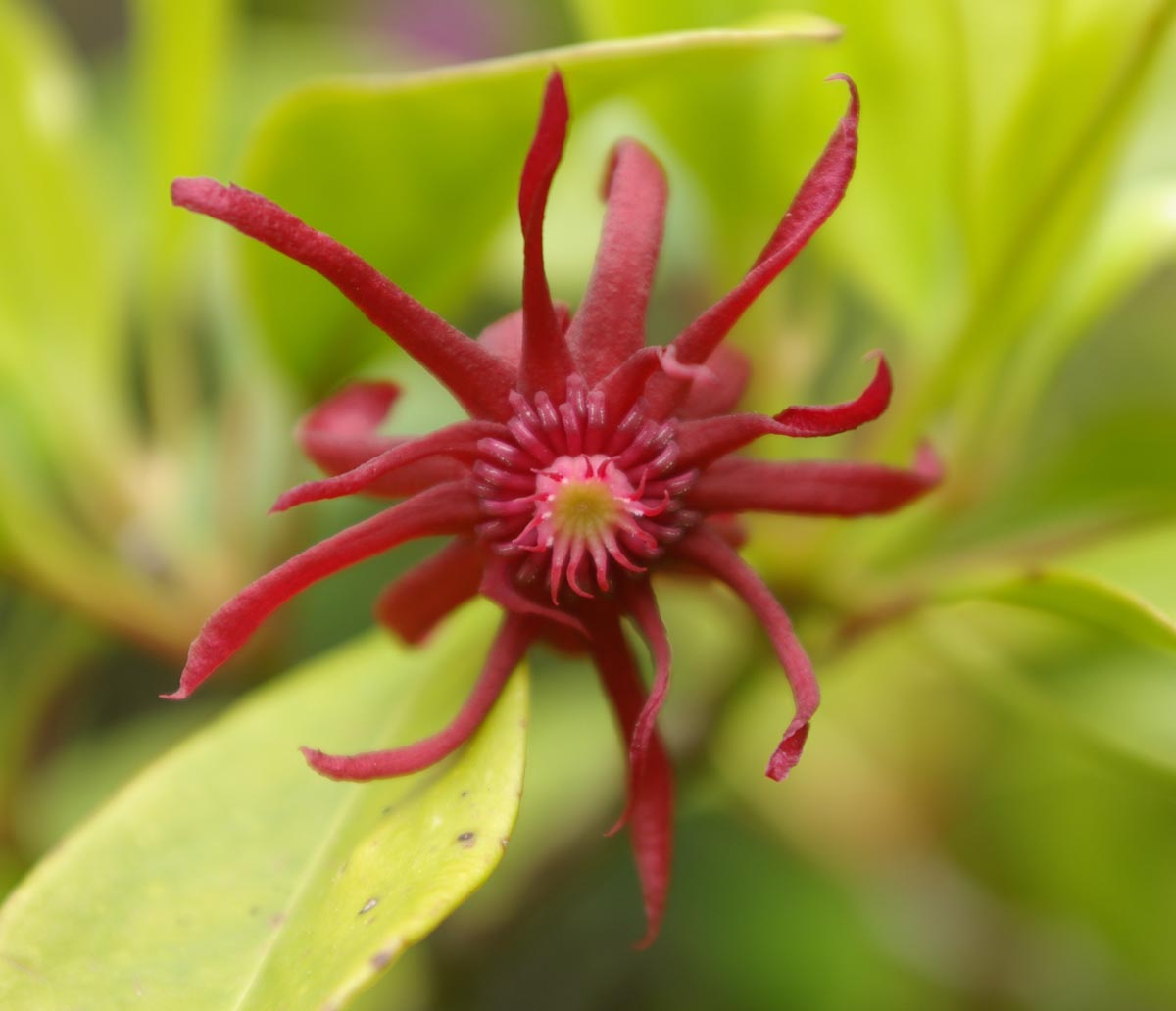
Květ Illicium floridanum
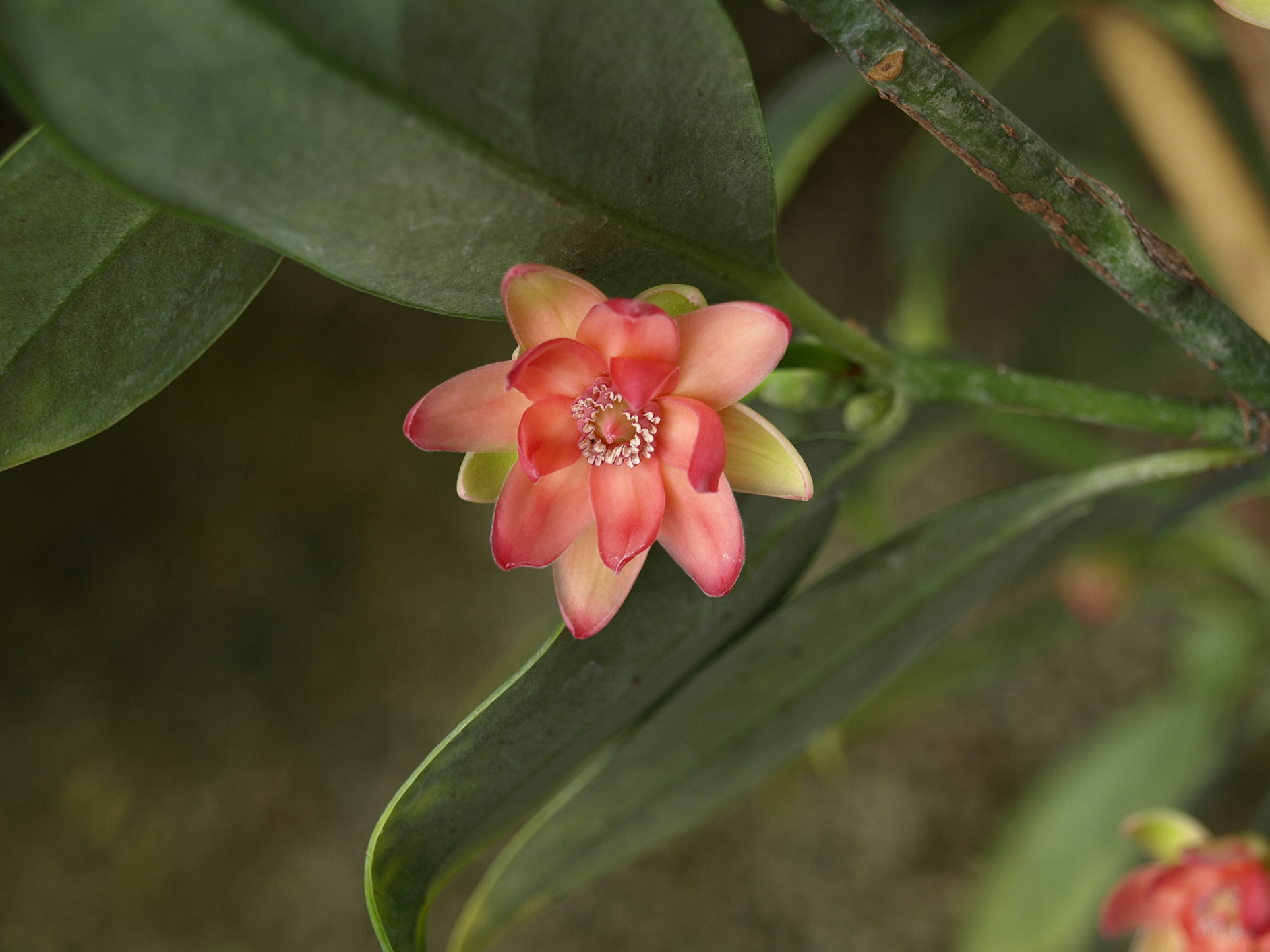
Květ Illicium henryi
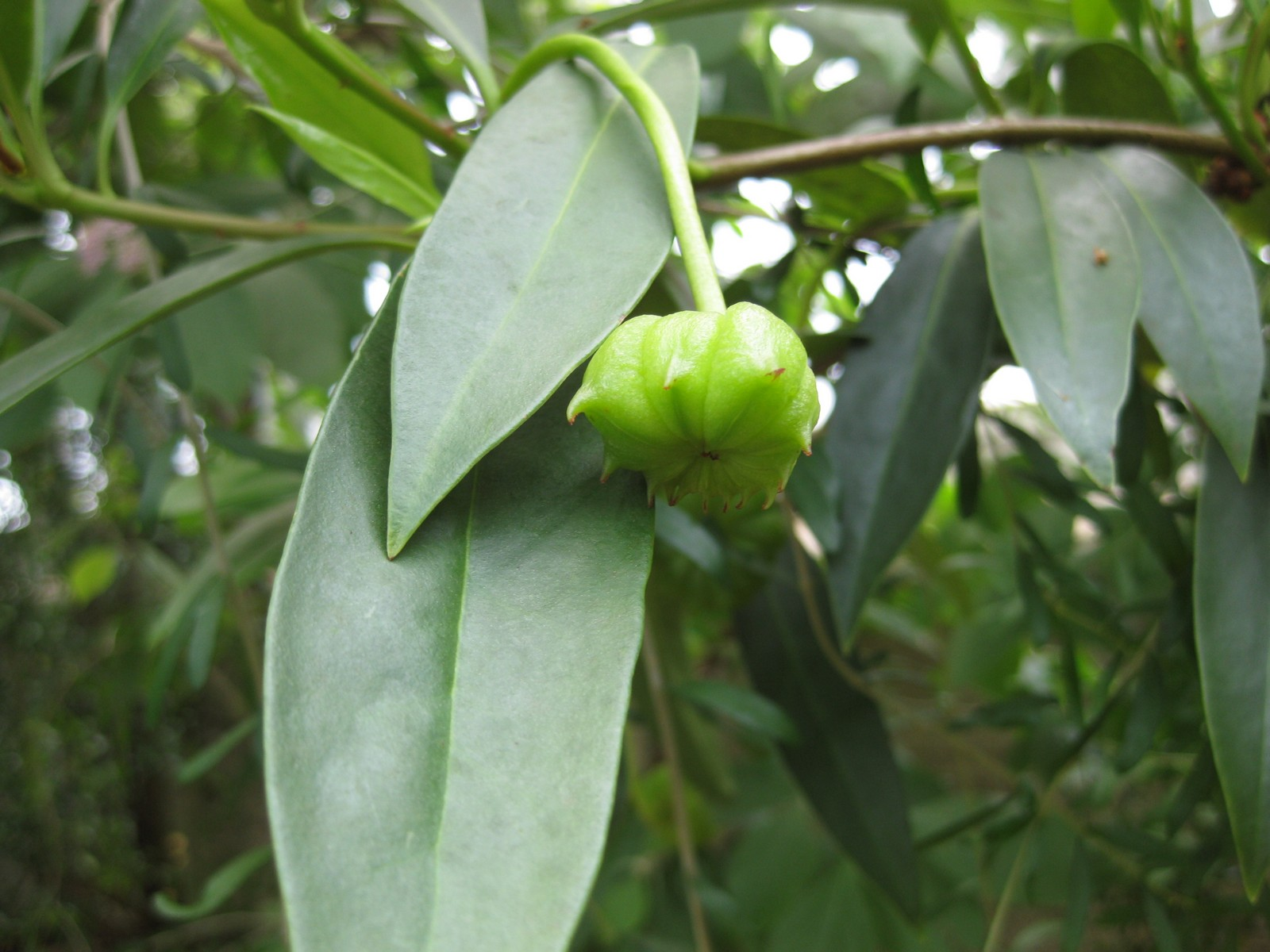
Větévka Illicium mexicanum s nezralým plodem

## Rozšíření
Rod badyáník zahrnuje asi 40 druhů. Je rozšířen v tropické a subtropické Asii, na jihovýchodě Severní Ameriky a v Karibiku. Nejvíce druhů (asi 35) roste v Asii, zejména kontinentální. Areál rozšíření v Asii sahá od indického Assamu přes Čínu po jižní Japonsko a jihovýchodní Asii, na východ po Filipíny. V samotné Číně se vyskytuje 27 druhů, z toho 18 endemických. V tropické jihovýchodní Asii roste 7 druhů.
V jihovýchodních oblastech USA rostou 2 druhy badyáníku. Druh Illicium parviflorum roste dále také na Haiti a v Dominikánské republice, I. floridanum přesahuje do sv. Mexika. Na Kubě roste třetí americký druh, I. cubense.
Většina asijských druhů badyáníku roste v subtropických stálezelených lesích, některé přesahují do opadavých lesů teplého mírného pásu či do vlhkých tropických horských lesů. Druh Illicium simonsii z jižní Číny, sv. Indie a severní Barmy roste v nadmořských výškách až 4000 metrů. Americké druhy rostou ponejvíce ve vlhkých listnatých lesích.

## Ekologické interakce
Květy badyáníků jsou cizosprašné a jsou opylovány celou škálou drobného hmyzu. Americké druhy jsou opylovány zejména mouchami, asijské spíše brouky. Květy badyáníku Illicium floridanum lákají mouchy pachem rybiny. Badyáníky většinou kvetou hromadně a poměrně krátce. Protože květy jsou zároveň neschopné samoopylení, tvoří se obvykle poměrně málo semen. Z dozrálých plodů jsou semena vystřelována do okolí. Semena jsou schopna po nějaký čas (v řádu dní) plavat na vodní hladině a jsou zřejmě též dále roznášena vodou. Většina druhů se množí i vegetativně pomocí podzemních výběžků a tvoří husté porosty.
Badyáníky mají sezónní růst, období vegetačního klidu se střídají s obdobími růstu.

## Obsahové látky a jedovatost
Badyáníky mají v pletivech specializované buňky (idioblasty) s obsahem silice. Hlavní složkou silice jsou fenylpropanoidy (chavikol, eugenol, safrol aj.), monoterpeny a seskviterpeny. Dále jsou přítomny katechiny a neolignany. Plody Illicium anisatum obsahují kyselinu šikimovou a protokatechovou.
Některé druhy badyáníku jsou jedovaté. Velmi silně jedovaté jsou např. květy, listy i plody asijských druhů I. simonsii a I. macranthum. Jedovaté jsou i plody I. henryi, I. arborescens a I. ternstroemioides, plody a kůra I. majus a kořeny I. lanceolatum. U badyáníku anýzového jsou hlavní jedovaté látky dilaktonové seskviterpeny (anisatin, majucin aj.), příbuzné pikrotoxinu.

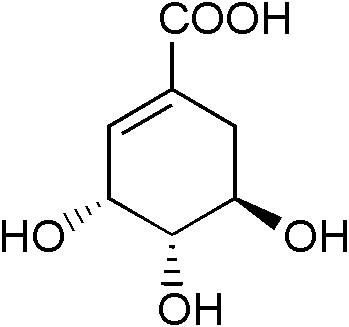
Kyselina šikimová
Eugenol
Jedovatý anisatin

## Taxonomie
V současné taxonomii je rod Illicium řazen společně s rodem Schisandra do čeledi Schisandraceae (klanopraškovité). V klasické taxonomii byl řazen do samostatné čeledi Illiciaceae (badyáníkovité), kterou většina autorů (Cronquist,
Dahlgren, Tachtadžjan) řadila spolu s čeledí Schisandraceae do řádu Illiciales podtřídy Magnoliidae. S nástupem molekulární taxonomie se zjistilo, že rod Illicium není součástí skupiny zahrnující většinu nižších dvouděložných rostlin, ale spolu s rodem Schisandra a čeleděmi Trimeniaceae a Austrobaileyaceae je součástí starší samostatné vývojové větve (řád Austrobaileyales).
Rod Illicium je členěn na 2 sekce, lišící se zejména charakterem vnitřních okvětních plátků. U sekce Illicium jsou protáhlé a zplihlé, zatímco u sekce Cymbostemon jsou vzpřímené, vejčité až téměř okrouhlé.

## Prehistorie
Fosílie rodu Illicium z období eocénu jsou známy z Evropy a ze Severní Ameriky a z období pliocénu až pleistocénu z Japonska. Kusé nálezy rostlin zřejmě příbuzných badyáníku pocházejí již ze spodní křídy (Anacostia z Evropy a Severní Ameriky) a ze svrchní křídy (Longstrethia ze Severní Ameriky).

## Význam
Plody badyáníku pravého (Illicium verum) se používají jako koření a jsou známé jako badyán. Strom pochází z jižní Číny a severní Indočíny, kde je jako koření využíván již více než 3000 let. Badyán tvoří důležitou složku kořenících směsí v Indii (např. garam masala) a v Číně. Nezralé plody se v Asii používají jako ochucovadlo, žvýkají se pro zpříjemnění dechu a na podporu trávení. Z plodů se také získává olej, který slouží k aromatizování potravin a vyrábí se z něj anetol, silice s vůní anýzu. Anetol má široké medicínské využití, zejména jako antiseptikum, stimulans a karminativum. Aromatický olej je vyráběn i z čínského druhu I. lanceolatum. Z badyáníku pravého je též získávána kyselina šikimová, z níž je vyráběn lék na chřipku. Semena badyáníku anýzového se v Číně používají při bolestech zubů. Význam v čínské medicíně mají i další druhy, např. I. henryi, I. difengpi, I. lanceolatum
Semena japonského badyáníku Illicium anisatum jsou jedovatá a byla využívána při lovu ryb. Badyáník I. oligandrum je v Číně těžen pro dřevo. Některé druhy jsou v tropech a subtropech pěstovány jako okrasné dřeviny, zejména badyáník pravý (Illicium verum), badyáník anýzový (I. anisatum), I. floridanum a I. parviflorum. Badyáník anýzový je hojně vysazován v Japonsku v okolí buddhistických chrámů a je to jedna z posvátných dřevin Japonska. Kvetoucí větévky jsou používány k ozdobení oltářů a hrobů a druh je využíván i v medicíně.

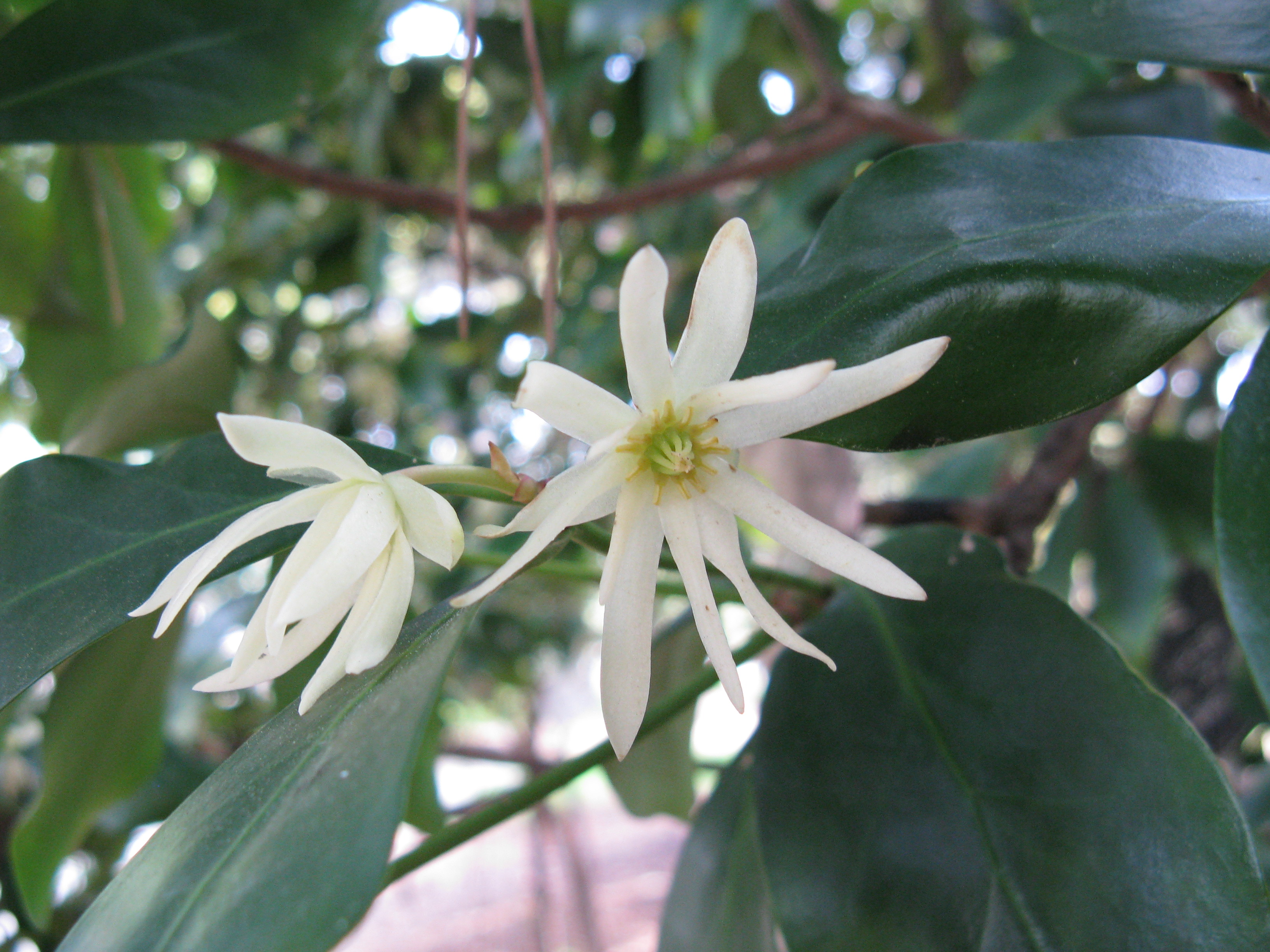
Květ badyáníku anýzového
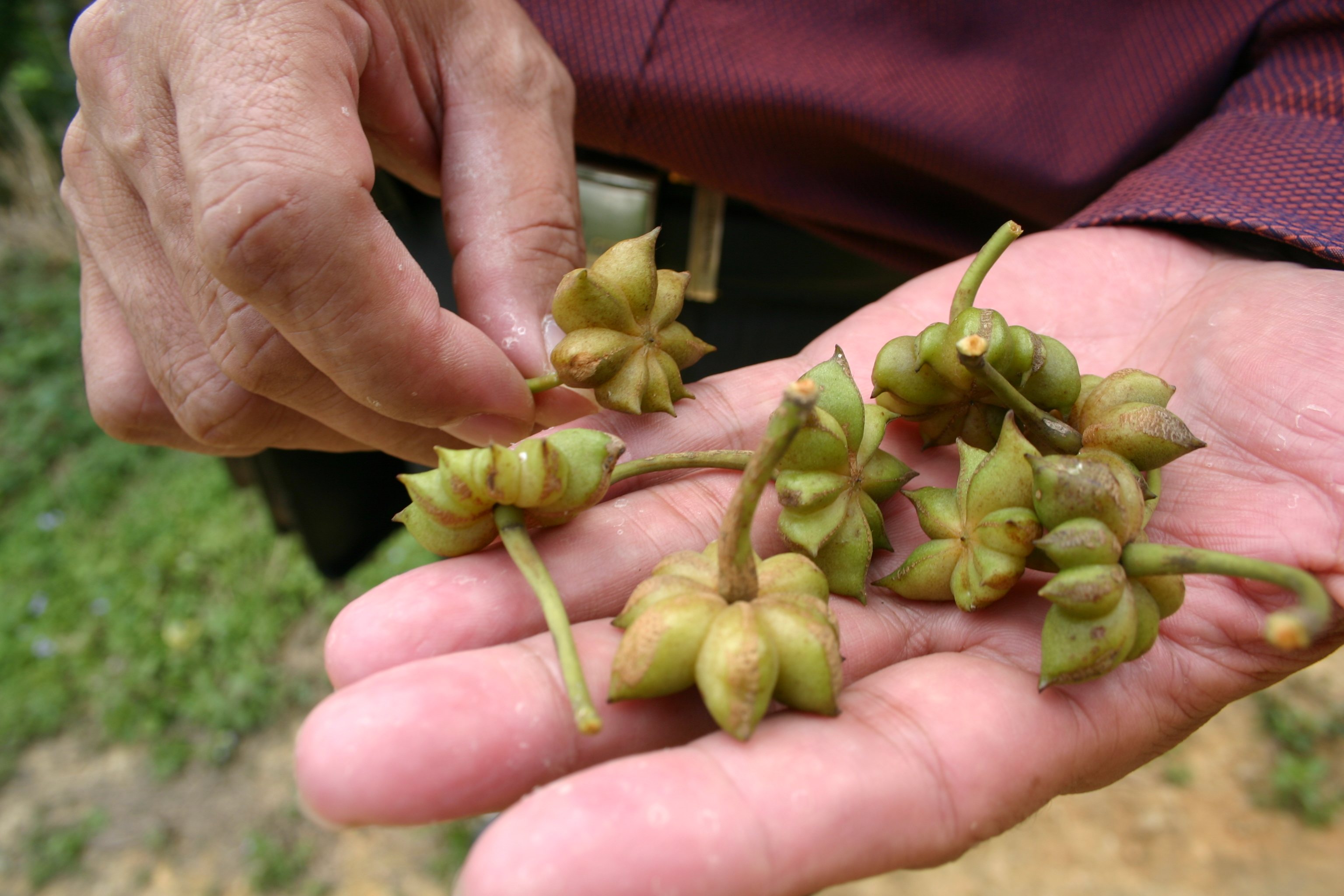
Zelené plody badyáníku pravého
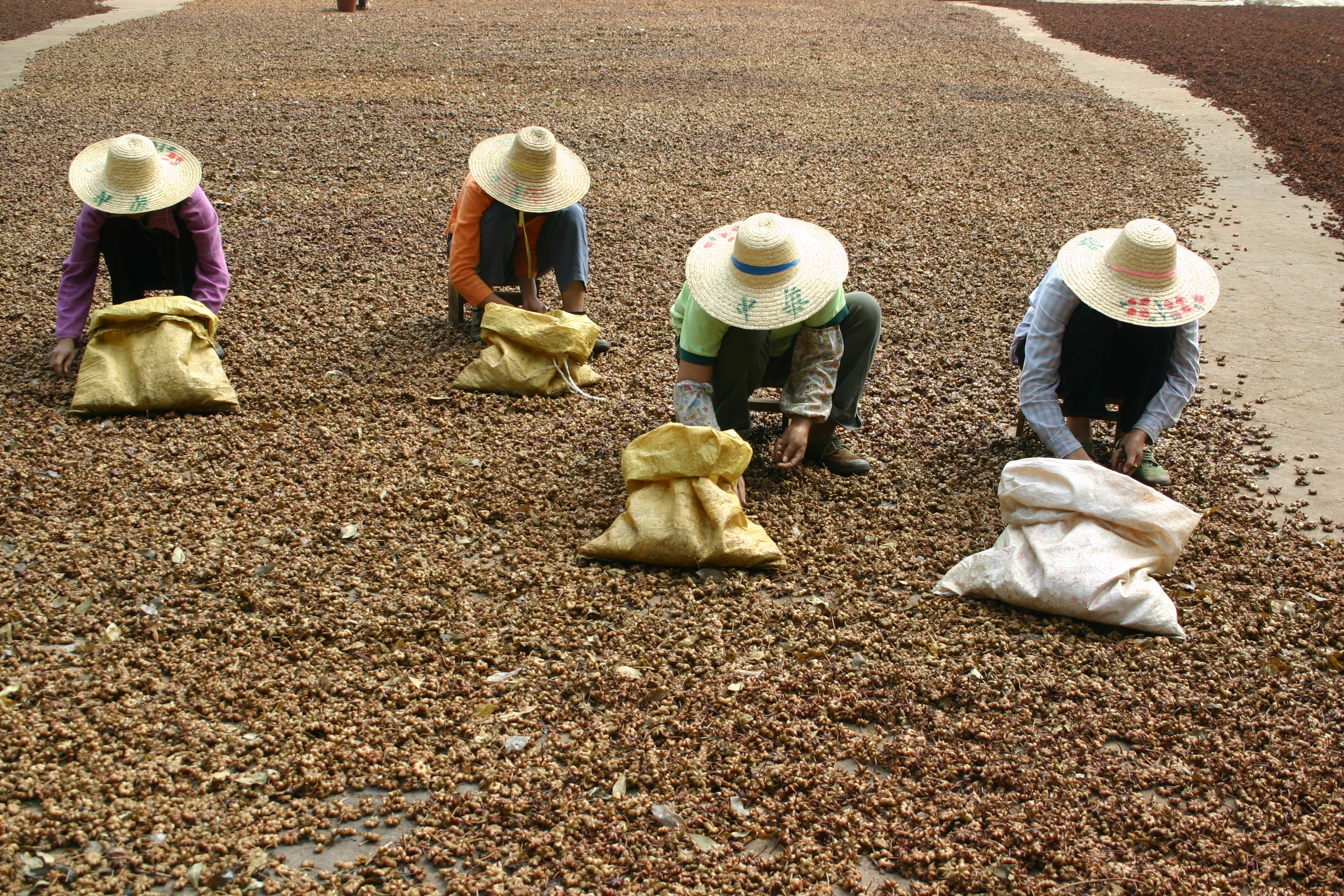
Badyánová farma, Guangxi, Čína
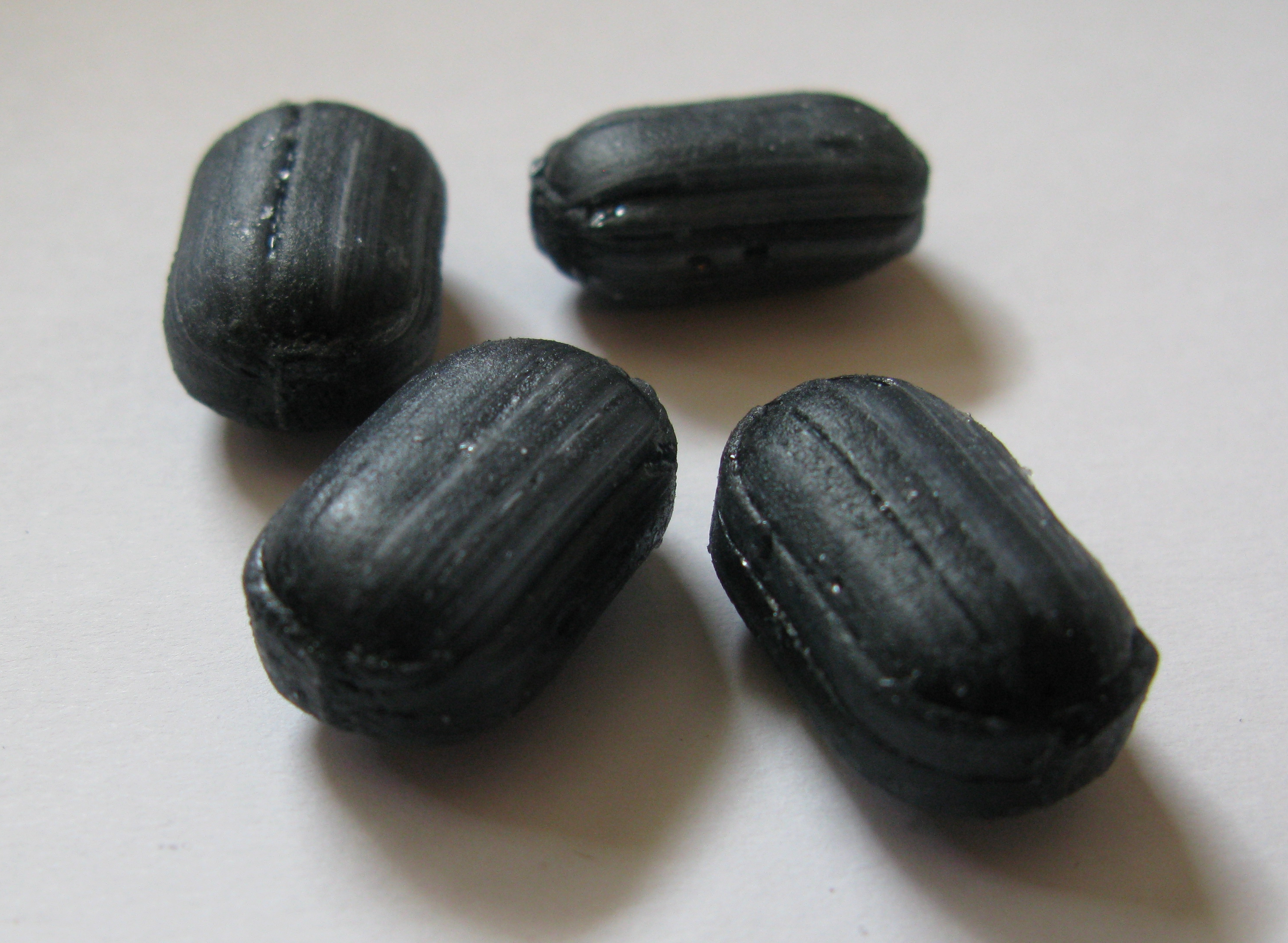
Bonbóny s badyánem

## Zástupci
- badyáník anýzový (Illicium anisatum, syn. I. religiosum)
- badyáník pravý (Illicium verum)